# Родопы (римская провинция)

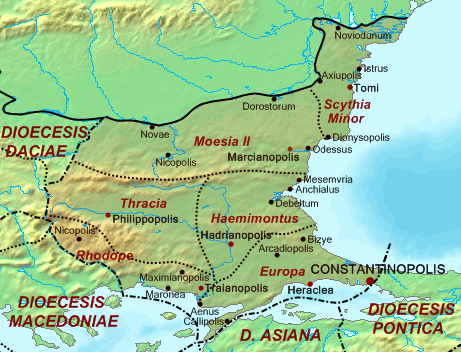
Родопы на карте Фракийского диоцеза

Родопы (греч. Ῥοδόπη, Ἐπαρχία Ῥοδόπης) — позднеримская и византийская провинция.
Эта провинция была основана при Диоклетиане. Она располагалась на северном побережье Эгейского моря. Родопы входили в состав Фракийского диоцеза и простирались вдоль одноименного хребта, покрывая часть современной Западной Фракии (в Греции) и юго-запад Болгарии. Граничила с провинциями диоцеза Фракия Гемимонт (на северо-востоке), Европа (на востоке) и Фракия (на севере), а также провинциями диоцеза Македония Первая Македония и Македония Салютарис (юг и юго-восток). Провинция управлялась президом, столицей которого был Траянополис.
Согласно географическому труду VI века «Synecdemus» в состав провинции входили следующие крупные города — Марония, Максимианополис, Никополис, Кереопиргос (неизвестное местоположение) и Tоперос.
Провинция существовала вплоть до славянских вторжений в VII веке, хотя как церковная область она сохранялась до XII века.